# Zorzines mozzetta
Zorzines mozzetta är en fjärilsart som beskrevs av Inoue 1982. Zorzines mozzetta ingår i släktet Zorzines och familjen nattflyn. Inga underarter finns listade i Catalogue of Life.